# Another Brick in the Wall
«Another Brick in the Wall» (Otro ladrillo en la pared) es una canción escrita por Roger Waters y grabada por la banda de rock progresivo Pink Floyd, lanzado al mercado por EMI el 30 de noviembre de 1979, cómo parte del álbum The wall. Está dividido en 3 partes, "Part I", "Part II" y "Part III".

## Primera parte
"Another Brick in the Wall (Part 1)" es la tercera canción del álbum, y la primera en mencionar la palabra "muro" que es fundamental para la historia del álbum. "El muro" ("the wall") es una metáfora sobre el recinto que el protagonista, Pink, construye alrededor de él para escapar de la realidad, los "ladrillos en la pared" ("bricks in the wall") representan cada uno de los traumas que Pink va experimentando a lo largo de su vida, lo que lo lleva a crear esta protección. Aquí, la frase "another brick in the wall" se refiere a la desaparición del padre de Pink.

### Composición
Esta es la primera aparición de un compás de 4/4 en el álbum donde la guitarra le da un borde contrastado. El tiempo de la obra se encuentra en Moderato y su tonalidad es de Do mayor (C), pese a empezar y mantenerse el mayor tiempo de forma dórica con un acorde de Re menor, el cual se repite hasta el puente (Sol mayor) y desemboca en el estribillo, el cual utiliza Fa mayor, Do mayor y regresa a Re menor. El tema principal se introduce de manera discreta, ayudado por la ausencia de una batería que es requerida para desarrollar el ritmo de la canción.

### Análisis de la  letra
La letra es más oscura que las demás canciones. Waters evoca la muerte de su padre durante la Batalla de Anzio en Anzio, Italia, durante la Segunda Guerra Mundial (1944). Él se pregunta con amargura: "Papá, ¿qué dejaste para mí?" ("Daddy, what you leave behind for me?"), y luego responde a su propia pregunta: "A pesar de todo, solo fue un ladrillo en la pared" ("all in all it was just a brick in the wall").[cita requerida]

### Versión de la película
En la adaptación cinematográfica del álbum, Pink Floyd The Wall, la canción sirve de fondo para una escena en que la madre de Pink está rezando en una iglesia después del fallecimiento de su esposo. Mientras tanto, Pink juega con un avión de juguete. Tiempo después se ve a Pink jugando en un parque público después de que su madre lo dejara ahí para ir de compras. Él ve un hombre en el parque, al cual le ve un parecido con su difunto padre, el cual lo ayuda a subirse a un juego, creando una especie de confianza en Pink. Él intenta tomarle la mano al hombre pero él lo rechaza enérgicamente. Pink entonces, muy deprimido, intenta balancearse en un columpio, pero ve que es imposible para él sin la ayuda de alguien.[cita requerida]

### Personal
- Roger Waters - Voz y bajo
- David Gilmour - guitarra eléctrica y coros.
- Richard Wright - Minimoog, piano eléctrico, órgano Hammond, sintetizador Sequential Circuits Prophet 5.

## Segunda parte

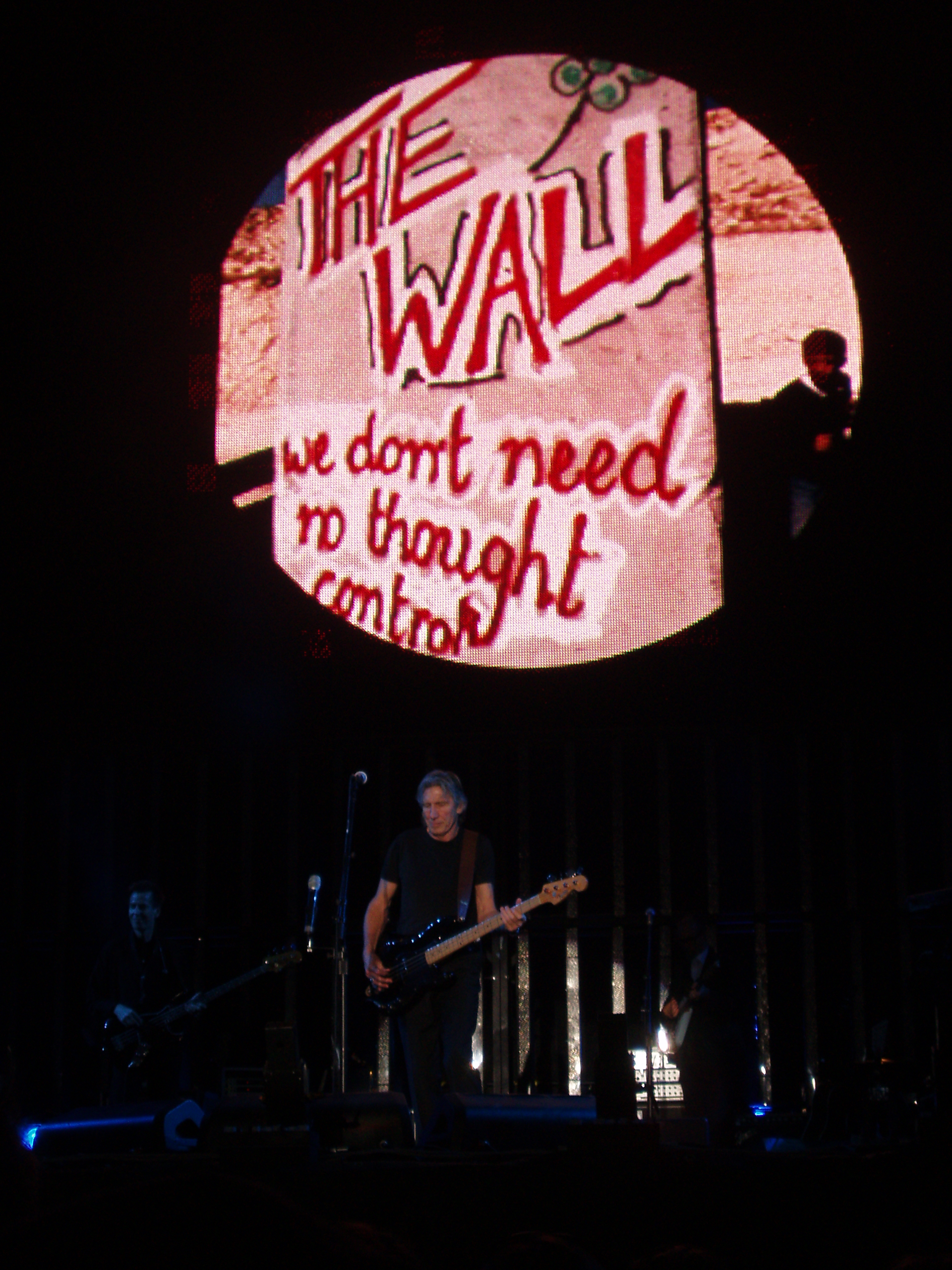
Roger Waters interpretando "Another Brick in the Wall" durante la gíra The Dark Side of the Moon (2006).

"Another Brick in the Wall (Part 2)" es la quinta canción del álbum y es también la más famosa de las tres partes de "Another Brick in the Wall". Se publicó quince días antes que el álbum como un sencillo. La canción habla sobre las estrictas normas que había en las escuelas durante la década de 1950. Es una de las canciones más populares de la historia del rock e indudablemente la más popular de Pink Floyd.

### Composición
Esta segunda parte también tiene un compás de cuatro tiempos (4/4) y se encuentra en re menor. La canción se une con la canción anterior "The Happiest Days of Our Lives", a través de un grito de Roger Waters, similar al de la canción "Careful with that Axe, Eugene" de 1968. Las dos canciones usualmente son reproducidas una después de la otra en la radio, particularmente en las estaciones de rock, debido a la forma en la que están fusionadas. Cuenta con una fuerte batería y distintivas guitarras en el fondo con un discreto, pero duro solo de guitarra. La canción también tiene un coro de niños en el segundo verso. Cuando la canción termina se puede oír el sonido de un patio de escuela, y maestros regañando a niños. La canción termina disolviéndose con el tono de un teléfono sonando.
En el demo original de Roger Waters, el único instrumento tocado en la canción era una guitarra acústica. Cuando Waters se encontraba en el grupo, él y David Gilmour cantaron la canción en armonía. Cuando salió de Pink Floyd y la banda tocó la canción en vivo sin él, Gilmour se convirtió en el vocalista principal junto con Guy Pratt, Richard Wright y las coristas Rachel Fury, Durga McBroom, Lorelei McBroom su hermana, Sam Brown y Claudia Fontaine en P-U-L-S-E, Delicate Sound of Thunder y Live at Venice (1989).

### Grabación
Para la canción, la banda utilizó un coro escolar, compuesto por 23 preadolescentes con una edad de 12 a 14 años, que fue formado por un profesor de música, Alun Renshaw, que trabajaba en la escuela Islington Green, la cual se encontraba cerca del estudio de grabación, Britannia Row (donde se grabó la canción). El productor Bob Ezrin quería trabajar con un coro de niños desde que fue utilizado en el álbum School's Out de Alice Cooper (1972). Para dar la impresión de que el coro era mucho más grande que el grabado en el estudio, se duplicó la grabación del coro para así mezclar ambas grabaciones, de tal modo que el coro se oyera con un efecto doble. Aunque la escuela recibió un pago de £1000, no existía un contrato sobre las regalías de las ventas de discos. Posteriormente, una nueva ley sobre los derechos de autor aprobada en 1996 en el Reino Unido, ha permitido que la escuela pueda iniciar un proceso judicial para reclamar su deuda: los profesionales de la industria musical creen que los estudiantes podrían recibir una tasa de £500 cada uno.
Durante la primera grabación, la canción solamente tenía una duración de 1:30 y únicamente consistía en un verso y un coro. Bob Ezrin quería que la canción tuviera una duración mayor, pero el grupo se negó. Cuando la banda se retiró del estudio, Ezrin añadió la parte del coro escolar, algunas partes de la batería y copió el primer coro a la parte final. El solo de guitarra y algunos otros elementos se añadieron en la mezcla final.

### Argumento
"Another Brick in the Wall" es una "canción de protesta" que denuncia las duras reglas que existían en las escuelas en general y en los internados, en particular con la frase "We don't need no education". Existe un malentendido general sobre el significado de esta frase, y se tiende a pensar que la canción es en contra de la educación. Lo que se reclama en esta canción es educación nueva y mejor, y lo que no necesitan es la educación de la época. Refleja la visión de Roger Waters sobre la educación formal: él odiaba a sus profesores del colegio y pensaba que ellos estaban más interesados en mantener la disciplina en lugar de transmitir sus conocimientos a los estudiantes. Aquí la frase "another brick in the wall" ("otro ladrillo en la pared") se refiere a la imagen del profesor, que es visto como una de las causas del aislamiento mental de Pink, el personaje de la historia que narra el álbum. "Es como una cadena de montaje: entras por una puerta a los 3 años, te imponen una doctrina que a alguien le pareció la correcta y sales por otra puerta a los 16 listo para aportar tu granito de arena al progreso y así tus hijos podrán aportar su granito de arena con un poco más de comodidad."
En 1980, en Sudáfrica, la canción fue adoptada como himno de protesta entre los estudiantes negros que protestaban contra el apartheid que en ese entonces hacía estragos en las escuelas del país, por lo que fue prohibida oficialmente por el gobierno de Sudáfrica el 2 de mayo de ese mismo año, por motivo de incitar a los jóvenes a realizar disturbios.
El 1 de julio la dictadura militar argentina prohibió a todas las radioemisoras del país difundir "Another brick in the wall", que fue incluida en una lista negra de más de 220 canciones consideradas "subversivas" ya sea por su contenido político o por afectar de alguna manera la moral cristiana del régimen (canciones con contenido sensual).
La característica frase de Waters y del coro es la que sin duda "abrevia" el mensaje, " It's just, another brick in the wall" (en castellano: "Es solo otro ladrillo en el muro").

### Versión de la película y video musical
En la versión cinematográfica de The Wall, Pink imagina a varios estudiantes marchando al ritmo de la canción, dirigiéndose a una máquina de la cual se convierte en clones vacíos con cara de arcilla sin ninguna distinción unos de los otros. Estos alumnos caen en una trituradora de carne, quedan pulverizados y picados, y salen como salchichas. Comenzando con un solo de Gilmour, los niños destruyen la escuela creando una hoguera, arrastrando a sus maestros afuera de la escuela entre golpes y gritos. La canción finaliza con Pink sobando su mano, después de que el profesor lo golpea con una regla.
Antes de la realización de la película, se preparó un video musical, dirigido por Gerald Scarfe, se ven estudiantes corriendo en un parque infantil y la marioneta del maestro usada en los conciertos de The Wall. El video también fue mezclado en algunas escenas animadas para después ser usadas en "The Trial" y "Waiting for the Worms".
De acuerdo con el sitio web de la BBC, los niños que cantaron en "Another Brick in the Wall (Part 2)" no pudieron aparecer en el vídeo porque no contaban con la Equity Cards.

### Lanzamiento como sencillo
Esta es la más conocida de las tres partes de la canción, fue lanzada como un sencillo y logró alcanzar el número uno en las listas de éxitos del Reino Unido, Estados Unidos y muchos otros países. El sencillo fue lanzado en noviembre de 1979 y fue el primer y único número uno de la banda en el Reino Unido. Pink Floyd había publicado pocos sencillos en el Reino Unido a lo largo de su carrera, "Point Me at the Sky", era hasta ese entonces el último sencillo lanzado por la banda en el Reino Unido, en 1968, en los Estados Unidos el anterior sencillo en ser lanzado era "Have a Cigar", lanzado en 1975. El grupo nunca lanzó como sencillo canciones que se encontraran en uno de sus álbumes, ya que sus canciones eran más populares en el contexto del álbum. Bob Ezrin estaba convencido de que la canción no alcanzaría la cima de las listas, pero sucedió lo contrario.
Es considerada por los críticos musicales como una de las mejores canciones de la banda y una de las mejores de la historia del rock: así, en el año 2004 la revista Rolling Stone incluyó a la canción en el puesto 375 en su lista de las 500 canciones más grandes de la historia.

### Versiones de otros artistas
- 1980: La banda estadounidense de música disco y funk, Snatch, la versionó y la lanzó en el lado A de un EP;[21]
- 1982: El Pink Project, un proyecto de 1982 para interpretar las canciones del álbum, realizó un mashup basado en la letra y el solo de guitarra de "Another Brick in the Wall (Part 2)" con la música de las canciones "Sirius" y "Mammagamma" de The Alan Parsons Project;
- 1995: Bob Rivers hizo una parodia de la canción titulada "Hey Gingrich! Leave Our Lunch Alone";[22]
- 1998: El supergrupo de rock alternativo, Class of '99 (Layne Staley, Tom Morello, Stephen Perkins y Martyn LeNoble), realizó una versión de la canción para la película de horror y ciencia ficción, The Faculty.
- 2000: La banda neoyorquina de punk rock, The Step Kings, versionó la canción para su álbum Let's Get It On!;
- 2001: La banda Luther Wright and the Wrongs, realizaron una versión de la canción en su álbum Rebuild the Wall (reprises del álbum The Wall en bluegrass);
- 2004: La banda Korn versionó la canción en su álbum Greatest Hits, Volume 1 y también la interpretó en varios conciertos;
- 2006: El músico sueco Eric Prydz hizo un remix de "Another Brick in the Wall" en su canción "Proper Education".
- 2010: La banda Guns N' Roses interpretó "Another Brick in the Wall (Part 2)" durante los conciertos de la gira "Chinese Democracy World Tour".
- 2021: El cantante y guitarrista norteamericano Bad Boy Troy lanza su versión de "Another Brick In The Wall" como nuevo sencillo.

### Versiones alternativas
- La versión del sencillo tiene una pequeña intro con un solo de guitarra.
- Las versiones en vivo y de los vídeos Delicate Sound of Thunder y P•U•L•S•E (grabados después de que Waters abandonó la banda) cuentan con un solo de guitarra de David Gilmour y Tim Renwick.
- La versión de Is There Anybody Out There? The Wall Live 1980-81 también tiene solos de Snowy White.
- La canción también fue publicado en un CD promocional para el concierto con motivo de conmemorar la caída del muro de Berlín, con Roger Waters cantándola. Esta versión incluye algunos de los efectos de la canción "Echoes" y otras canciones del álbum The Wall.[23]
- En 2010, la Royal Philharmonic Orchestra creó una versión instrumental con coros básicos y guitarras, para el álbum “RPO Plays Pink Floyd”.

### Personal
- Roger Waters - bajo, voz.[24]
- David Gilmour - guitarra, voz.[24][25]
- Richard Wright - órgano Hammond, sintetizador Prophet-5.[26][24]
- Nick Mason - batería.[24]
- Islington Green School - coros.[25][27]

## Tercera parte
"Another Brick in the Wall (Part 3)" es la duodécima canción del álbum, y la penúltima del primer disco. La historia es el punto en que Pink decide quedarse encerrado dentro del "muro" y queda completamente aislado del mundo, esta parte lírica se extiende hasta la canción "Goodbye Cruel World".
En la adaptación cinematográfica del álbum The Wall, esta canción sirve de fondo a una especie de retrospectiva de la vida acelerada de Pink con escenas intercaladas de cómo gasta su tiempo la gente del muro. Se cierra con una sola visión del muro, enorme y amenazante en la oscuridad.

### Composición
La canción está en Re menor (Dm), en cuatro tiempos (4/4) pero con un ritmo de rock muy violento, a diferencia de las dos primeras partes, que fueron relativamente tranquilas en comparación a la misma. La canción está muy cerca de ser un hard rock y la voz del cantante se convierte en feroz. En el demo del álbum de 1978, The Wall Under Construction, la canción es menos hard rock y no contiene ninguna batería. La letra original difiere a la de la versión final.

### Argumento
En la historia, el muro está casi terminado, como resultado de la ira que siente por el engaño de su esposa. Llega a la conclusión que ya no necesita nada, viendo a las personas en su vida como "just bricks in the wall" ("solo ladrillos en el muro") y ve que él es uno más, un producto más del muro. Esta canción es seguida por "Goodbye Cruel World", que habla del muro y el aislamiento mental total que le ha provocado el muro a Pink.

### Personal
- Roger Waters - bajo, voz, guitarra.[29]
- David Gilmour - guitarra, sintetizador Prophet-5.[24]
- Richard Wright - sintetizador Prophet-5.[24]
- Nick Mason - batería.[24]

## Versión de Korn
En 2004, la banda estadounidense Korn lanzó una versión nu metal de las tres partes de «Another Brick in the Wall» que fue incluida en el álbum compilatorio Greatest Hits, Vol. 1.
Fue lanzado como sencillo promocional y alcanzó en número 37 y 12 en las listas Modern Rock y Mainstream Rock respectivamente. Un video musical en vivo fue lanzado para promocionar la canción, que fue dirigido por Bill Yukich.
Will Levith de Ultimate Classic Rock describió el cover «como uno de los peores covers del rock clásico de todos los tiempos». Jason Birchmeier de Allmusic lo describió como «exagerado, pero tentador».

### Lista de canciones
| N.º | Título                      | Duración |  |
| 1.  | «Another Brick in the Wall» | 7:08     |  |

### Posicionamiento en listas
| Lista (2004)                                  | Mejor posición |
| --------------------------------------------- | -------------- |
| Estados Unidos Modern Rock Tracks (Billboard) | 37             |
| Estados Unidos Mainstream Rock (Billboard)    | 12             |